# ژوکی (گمینا زابوودوف)
ژوکی (به لهستانی:  Żuki) یک روستا در لهستان است که در گمینا زابوودوو واقع شده‌است.